# 土橋貞恵
土橋 貞恵（つちはし ていけい、1776年（安永5年） - 1865年6月2日（慶応元年5月9日）は、江戸時代後期の医師・慈善家。現在の長崎県諫早市で活動した。諫早では偉人として扱われ、敬意を表して「貞恵翁」と呼ばれる。

## 生涯
安永5年、現在の諫早市長田町に土橋家の三男として生まれる。幼名は多助。愛称は、「多助坊（ぼっ）さん」。安永9年までに両親を立て続きに亡くし、天明7年（1787年 - 1788年）に佐賀へ向かった。寛政元年（1789年 - 1790年）、医者の原謙斉に引き取られて原家に奉公し、医者になるため、古書店より購入した『四書』の素読を学び、医学書の聴講も時折受けた。
寛政4年5月（1792年6月または7月）から長崎の吉松道碩の門下生となって医学を学び、文化2年（1805年 - 1806年）に医師免許と「永春」の名を与えられた。文化3年（1806年 - 1807年）、肥前国高来郡森山村（現在の諫早市森山町）の杉谷に開業する。
貞恵は、貧しい患者らのために薬や米を施した。医療活動以外にも道路改修工事や、複数の石橋の架設、溜池の開削など、私財をなげうっての慈善活動をおこなった。諫早家に300両を献金、好古館や寺にも寄付をした。万延元年（1854年）に当時の藩主から「貞恵」の称号を得る。慶応元年5月9日（1865年6月2日）死去（享年90）。
墓所は医業を営んだ杉谷にあり、生前に自身で設計施工したと伝わる。